# Podatek majątkowy (1942)
Podatek majątkowy ((tur.) Varlık Vergisi) – podatek, którego wartość była wyliczona na podstawie posiadanego majątku, ustanowiony w Turcji 11 listopada 1942.

## Podstawa prawna

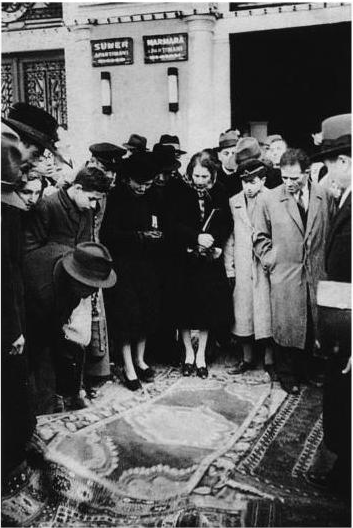
Wyprzedaż majątku przez niemuzułmanów na zapłatę podatku majątkowego

11 listopada 1942 r. Wielkie Zgromadzenie Narodowe Turcji przyjęło zapis o podatku majątkowym a jego treść nabrała mocy urzędowej już następnego dnia. Zgodnie z jej brzmieniem opodatkowani byli właściciele nieruchomości, rolnicy wielkoobszarowi, biznesmeni oraz osoby płacące podatek od uposażeń i zarobków. Odpowiednio: 
- rolnicy wielkoobszarowi – do 5% wartości kapitału
- spółki z ograniczoną odpowiedzialnością – od 50 do 75% od zysku netto za rok 1941.

W pozostałych przypadkach decydowały komisje działające lokalnie, a które same określały stawki wysyłając listy ze wskazaniem wysokości opłaty. Decyzje komisji były nieodwołalne i nie podlegały apelacji.
Każdy podatnik miał 15 dni na zapłacenie należności gotówką, a w razie przekroczenia tego terminu została wyznaczona grzywna w wysokości 1% od kwoty podatku za każdy tydzień opóźnienia. Wielu podatników, aby zapłacić wymaganą od nich sumę zmuszonych było sprzedać swój majątek, który miał wówczas zaniżoną cenę (ze względu na warunki wojenne, jak i na ogromną podaż).

## Obozy pracy
Maksymalny czas spłaty wynosił 30 dni, po tym czasie podatnik wysyłany był do obozów pracy najpierw w Aşkale, potem, z braku miejsc tamże, w Erzurum i Sivrihisar (w prowincji Eskişehir). Aşkale jest miastem w prowincji Erzurum i znajduje się na wysokości 1721 m n.p.m., temperatury zimą często osiągają tam -20 st. Celsjusza.
Średni wiek internowanych wynosił około 50 lat. Pracowali oni głównie w kamieniołomach i przy budowie infrastruktury wojennej. Oficjalnie uznano, że przyczyną śmierci 21 osób spośród 1400 zesłanych były także (poza czynnikami środowiskowymi) choroby układu krążenia oraz cukrzyca.
W pamiętniku autorstwa Yorgo Hacıdimitriadis’a, którego 50 stron poświęconych jest życiu obozowemu nie ma niczego co wskazywałoby na złe traktowanie mieszkańców obozu.
Wszyscy historycy podejmujący temat tureckich obozów pracy są zgodni, iż nie miały one nic wspólnego z nazistowskimi obozami koncentracyjnymi.
Varlık Vergisi, bo taka była turecka nazwa podatku nie był nowym wynalazkiem. Już starożytni Grecy nałożyli na swych obywateli podatek wojenny zwany eisphora, pisze o nim historyk Tukidydes (428–427 r. p.n.e.). Jednakże w przypadku podatku majątkowego wprowadzonego w Republice Tureckiej „(...)jedyne ważne dane, stanowiące podstawę wymiaru dla podatnika, to jego religia i narodowość”.
Şükrü Saracoğlu, ówczesny premier i rzeczywisty twórca ustawy, miał tak wypowiedzieć się nad jej zasadnością:
„To prawo jest także prawem rewolucji. Mamy teraz okazję, by wygrać naszą ekonomiczną niezależność. W ten sposób wyeliminujemy obcych [niemuzułmanów], którzy kontrolują nasz rynek i oddamy go Turkom.”

## Grupy objęte podatkiem
Początkowo podatnicy podzieleni byli na dwie grupy, Muzułmanów i niemuzułmanów, nieco później dodano grupy obcokrajowców oraz dönme.
Dzienniki takie jak Cumhuriyet czy Tasvir-i Efkâr wyraziły swe poparcie dla akcji rządu używając przy tym sformułowań „obca krew”, „Turcy tylko z nazwy” i in. Paradoksalnie jednak ukarani zostali lojalni obywatele tureccy, gdyż pozostali uzyskali protekcję ze strony ambasad i konsulatów krajów, z których pochodzą jeszcze w wyniku zawieszenia broni z roku 1918. Otrzymali oni bowiem możliwość zapłaty podatku w najniższej możliwej kwocie (w progu Turków muzułmańskich).
„Najtragiczniejsza była sytuacja licznych biedaków – rzemieślników, najemników, a nawet żebraków, gałganiarzy i pucybutów – zawodów licencjonowanych, przy czym listy posiadaczy licencji znajdowały się w ręku władz. Ludzie ci, jeśli byli niemuzułmanami, zostali w większości przypadków opodatkowani sumami przekraczającymi możliwości ich zapłacenia.”
Zapis ustawy o podatku zakładał, że Muzułmanie i cudzoziemcy mieli zapłacić tyle samo, tzn. 1/8 całości, dönme 1/4 a niemuzułmanie połowę. Z powodu złych rejestrów i nieudolnej administracji wielu cudzoziemców zmuszono do zapłaty połowy (tak jak niemuzułmanów) zamiast 1/8. Spowodowało to liczne interwencje dziennikarzy, ambasad i konsulatów w ich obronie.
12 stycznia 1943 roku ogłoszono, iż osoby w podeszłym wieku, kobiety i osoby pobierające zasiłki zostaną objęte ulgami o charakterze szczególnym. Do tej pory nie ujawniono żadnych danych na temat wysyłki kobiet do obozów pracy.
15 czerwca 1943 roku na kongresie Republikańskiej Partii Ludowej zarzucono prezydentowi İsmetowi İnönü, że podatek był celowo wymierzony w mniejszości, by je złamać, co prezydent miał odeprzeć słowami:
„Jest prawdą, iż z zebranych dotąd 270 mln 105 mln zapłacili przedstawiciele mniejszości narodowych i cudzoziemcy, ale jest to słuszne, ponieważ mieli oni wszystkie nieruchomości i źródła bogactw w swoich rękach.”
Był to czas, gdy niemieckie działania wojenne coraz częściej kończyły się niepowodzeniami, a nacisk aliantów, aby Turcja przystąpiła do wojny, osiągał apogeum.

## Schyłek obowiązywania tureckiego podatku majątkowego
1 października 1943 roku w tureckiej gazecie Vatan po raz pierwszy ukazał się artykuł krytykujący podatek majątkowy.
Za koniec obowiązywania podatku uznaje się wizytę prezydenta İnönü w Kairze w grudniu 1943, gdzie spotkał się z Rooseveltem i Churchillem (nie umorzono zaległych podatków, ale nie wyznaczano już nowych).
Z podatku majątkowego zebrano sumę 28 milionów dolarów, co na dzisiejsze pieniądze byłoby kwotą 404 milionów $.